# Даниъл Крейг
Даниъл Роутън Крейг (на английски: Daniel Wroughton Craig) е английски актьор, известен най-вече като шестия Джеймс Бонд в официалната филмова поредица на ЕОН Продъкшънс. Той прави дебюта си в тази роля на 14 ноември 2006 г. в 21-вия официален Бонд филм – Казино Роял.
Участията му в британските филми Love Is the Devil, The Trench и Some Voices приковават погледите на филмовата индустрия върху него. Доброто му представяне води до получаването на роли в по-големи и комерсиални продукции като Lara Croft: Tomb Raider, Road to Perdition, Layer Cake и Munich. Името на Даниел Крейг придобива известност на световната сцена, след като той е обявен за наследника на Пиърс Броснан в прословутата поредица за Агент 007.

## Биография
Крейг е роден в Честър, Англия, син на Тимъти Джеймс Крейг и Оливия Крейг – учителка по изкуства. Отраснал е във Фродсхем, близо до Честър, а по-късно и в Хойлейк на полуостров Уиръл (близо до Ливърпул), където посещава гимназия и играе за Хойлейк Ръгби Клуб. Крейг се мести в Лондон когато е на шестнадесет, за да се присъедини към Националния Младежки Театър. Той се обучава в училището за музика и драма Гилдхол, като завършва през 1991 и първата му главна роля на екрана е в телевизионния сериал на БиБиСи Our Friends in the North.

### Кариера
След представянето му на световната публика в ролята на съперник и любовно изкушение на Анджелина Джоли в Лара Крофт: Томб Райдър (2001), той усъвършенства своите актьорски умения в САЩ във филма на Сам Мендес Път към отмъщение (2002) с Том Ханкс и Пол Нюман. Крейг е в ролята на Конър Руни. Други важни роли прави във филми като Лейър Кейк (2004) със Сиена Милър, Sword of Honour (2001), Силвия (2003) с Гуинет Полтроу, Силата на любовта (2004) с Рис Айвънс и Мюнхен на Стивън Спилбърг през 2005.
През 2006, след като завършва снимането на Казино Роял, Крейг се заема с изпълнението на ролята на Лорд Азриел в предстоящата филмова адаптация по романа на Филип Пулман Тъмните му материи: Златният компас (His Dark Materials: The Golden Compass). В сценичната версия на тази книга ролята е изпълнявана от Тимъти Далтън, един от предшествениците на Крейг в ролята на Джеймс Бонд.

### Джеймс Бонд
Още през февруари 2005 Крейг беше назован от медиите като възможен вариант за ролята на Джеймс Бонд. На 6 април 2005 Крейг съобщава, че е подписал договор с ЕОН Продъкшънс за три филма от поредицата на стойност 15 милиона паунда, обаче тази новина е развенчана от БиБиСи, които се свързват с ЕОН за официални сведения.
На 14 октомври 2005 Крейг подписва договор за трите филма, като първият от тях – Казино Роял – е пуснат на 16 ноември 2006. Крейг е първият актьор, който получава ролята, роден след пускането на първия филм от поредицата – Доктор Но и след смъртта на създателя на Бонд Иън Флеминг.
Избирането му за ролята на Джеймс Бонд е посрещнато със скептицизъм от много хора главно заради външния му вид – висок е 180 сантиметра, което го прави най-ниският актьор в тази роля. Освен това има руса коса, докато Бонд на Флеминг е тъмнокос. Заради тези упреци много хора се изказват в негова подкрепа. Четирима от предишните шест актьори, изиграли Джеймс Бонд (Тимъти Далтън, Шон Конъри, Роджър Мур и Пиърс Броснан), обявяват избирането на Даниел за добро решение. Също така Клайв Оуен, който също е бил вариант за ролята, изразява подкрепата си за Крейг.
Крейг определя персонажа на Бонд, който той е изградил, като антигерой. Актьорът споделя: „Докато съм в ролята на Агент 007 постоянно си задавам въпроса, дали съм добрият герой или просто съм лошо момче, което работи за добрите. В крайна сметка самият Бонд е един убиец. Никога досега не бях играл персонаж, чиято тъмна страна не бива да се разкрива.“. Крейг заявява, че любимият му актьор от поредицата за тайния агент е Шон Конъри, но все пак допълва: „Никога не бих имитирал някого. Не бих си позволил да копирам играта на друг актьор и в същото време да надграждам върху нея. Това би било безсмислено.“ Любимият филм на Даниел Крейг от поредицата за Агент 007 е From Russia with Love.
Когато продукцията на Казино Роял приключва, продуцентите Майкъл Уилсън и Барбара Броколи обявяват, че подготовката на 22-рия Бонд филм вече е започнала. На 20 юли 2006 те официално обявяват, че филмът ще бъде пуснат на 7 ноември 2008 и че Крейг ще изпълнява ролята с опция за още един, трети филм. Изпълнението на Джеймс Бонд от Даниел Крейг е високо оценено.
Официалното пускане на екран на третия филм за агента от Британските тайни служби с участието на Далиел Крейг (23-тата поредна лента за Агент 007) се забавя значително поради финансови проблеми на медийната компания МГМ. Премиерата на Skyfall (007 Координати: Скайфол), както се нарича лентата, се състои на 23 октомври 2012 г. или повече от две години след първоначалните планове. Филмът обаче е считан за голям успех и се превръща в най-касовия от поредицата в глобален мащаб. През септември 2012 г. продуцентите на филмите за тайния агент обявяват, че са сключили договор с Даниел Крейг за снимките на още две ленти, съответно 24-тия и 25-ия филм от поредицата. По този начин актьорът ще има общо пет участия в ролята на Джеймс Бонд.

## Личен живот
През 1992 г. Даниел Крейг сключва брак с шотландската актриса Fiona Loudon, от която има дъщеря на име Ела. Съвместният им живот приключва две години по-късно и през 1994 г. те се развеждат. Даниел Крейг е дългогодишен приятел на английския актьор Марк Стронг (на английски: Mark Strong) и е кръстник на първородния му син.
След развода му, Крейг има седемгодишна връзка с германската актриса Хайке Макач (на английски: Heike Makatsch), която продължава до 2001 г. От 2004 г. до 2010 г. той се среща с филмовия продуцент Сатцуки Митчел (на английски: Heike Makatsch).
През 2010 г. Даниел Крейг започва да се среща с актрисата Рейчъл Ха̀на Вайс (на английски: Rachel Weisz), с която са дългогодишни приятели и дори работят заедно по филма Dream House. На 22 юни 2011 г. те сключват брак в Ню Йорк на малка церемония с едва четирима гости, сред които 18-годишната дъщеря на Крейг (Ела) и 5-годишният син на Вайс (Хенри).
През октомври 2008 г. Крейг закупува жилище за 4 млн. паунда в преустроена стара къща в местността Примроус Хил в Лондон. Актьорът е върл фен на английския футболен отбор Ливърпул. Друга интересна подробност от неговия живот е, че през 2013 г. той получава спортен автомобил Aston Martin V12 Vantage Roadster като подарък от неговата съпруга Рейчъл Вайс за 45-ия му рожден ден.

## Номинации и награди
| Година | Събитие                             | Номинация                       | Печели | Филм                                            |
| ------ | ----------------------------------- | ------------------------------- | ------ | ----------------------------------------------- |
| 2007   | Награда на БАФТА                    | Главна мъжка роля               | Не     | Казино Роял                                     |
| 2007   | Independent Spirit Award            | Най-добра мъжка поддържаща роля | Не     | Infamous                                        |
| 2007   | Evening Standard British Film Award | Най-добър актьор                | Да     | Казино Роял                                     |
| 2007   | Saturn Award                        | Най-добър актьор                | -      | Казино Роял                                     |
| 2007   | Sant Jordi                          | Най-добър чуждестранен актьор   | Да     | Казино Роял, (също така и за Силата на любовта) |
| 2007   | Empire Award                        | Най-добър актьор                | Да     | Казино Роял                                     |
| 2005   | Empire Award                        | Най-добър британски актьор      | Не     | Лейър Кейк                                      |
| 2004   | British Independent Film Award      | Най-добър актьор                | Не     | Силата на любовта                               |
| 2000   | British Independent Film Award      | Най-добър актьор                | Да     | Some Voices                                     |
| 1999   | British Independent Film Award      | Най-добър актьор                | Не     | The Trench                                      |

## Филмография

### Кино
- The Power of One (1992)
- A Kid in King Arthur's Court (1995)
- Obsession (1997)
- Love and Rage (1998)
- Елизабет (Elizabeth) (1998)
- Love Is the Devil: Study for a Portrait of Francis Bacon (1998)
- The Trench (1999)
- Мечтах за Африка (I Dreamed of Africa) (2000)
- Some Voices (2000)
- Лара Крофт: Томб Райдър (Lara Croft: Tomb Raider) (2001)
- Път към отмъщение (Road to Perdition) (2002)
- Десет минути: челото (Ten Minutes Older: The Cello) (2002)
- Майката (The Mother) (2003)
- Силвия (Sylvia) (2003)
- Силата на любовта (Enduring Love) (2004)
- Лейър Кейк (Layer Cake) (2004)
- Усмиряване (The Jacket) (2005)
- Fateless (2005)
- Мюнхен (Munich) (2005)
- Infamous (2006)
- Казино Роял (Casino Royale) (2006) – Джеймс Бонд
- Нашествие (The Invasion) (2007)
- Златният компас (The Golden Compass) (2007)
- Flashbacks of a Fool (2008)
- Съпротива (Defiance) (2008)
- Спектър на утехата (Quantum of Solace) (2008) – Джеймс Бонд
- Каубои и извънземни (Cowboys & Aliens) (2011)
- Мъжете, които мразеха жените (The Girl With The Dragon Tattoo) (2011)
- Къщата на сенките (Dream House) (2011)
- 007 Координати: Скайфол (2012) – Джеймс Бонд
- Спектър (2015) – Джеймс Бонд
- Вземете ножове (2019) – Беноа Блан
- Смъртта може да почака (2021) – Джеймс Бонд

### Телевизия и сериали
- Sharpe's Eagle (1993)
- Our Friends in the North (1996)
- The Fortunes and Misfortunes of Moll Flanders (1996)
- Archangel (2005)